# 孔塞利切
孔塞利切是意大利艾米利亚-罗马涅大区拉韦纳省的一个镇，面积60平方公里，2004年人口9,207人。

## 友好城市
- 法國 布尔关雅略